# جون سينغلتون (لاعب كرة قاعدة)
جون سينغلتون (بالإنجليزية: John Singleton)‏ هو لاعب كرة قاعدة أمريكي، ولد في 27 نوفمبر 1896 في غاليبوليس في الولايات المتحدة، وتوفي في 23 أكتوبر 1937 في دايتون في الولايات المتحدة.